# Jim Varela
Jim Morrison Varela Devotto (Montevideo, Uruguay, 16 de octubre de 1994) es un futbolista uruguayo. Juega de Mediocampista en el Real España de la Liga Nacional de Honduras.

## Trayectoria

### Club Atlético Peñarol
Jim Morrison realizó las divisiones menores en Club Atlético Peñarol, luego de la Copa Mundial Sub-20 de 2013 ganó protagonismo en el plantel principal de Peñarol. A finales del 2012 fue vendido al Benfica con Elbio Álvarez y Juan San Martin. Debido a su gran proyección fue voceado para reforzar a Bayern Munich y Napoli. A finales del 2012 debutaría bajo el mando de Jorge Da Silva siendo utilizado como pieza de recambio.
A mediados del 2013 fue enviado a préstamo al Farense de la Segunda División de Portugal.
Para la temporada 2015 fichó por Rampla Juniors.
Luego de estas paseando su fútbol por Club Atlético Atenas, Club Atlético Juventud, Racing Club de Montevideo; fue voceado y acercado a Universitario de Deportes que se encontraba en búsqueda de un volante de marca. Sin embargo, el jugador no convenció a la directiva crema ni a Gregorio Pérez.

## Selección nacional

### Participaciones en Sudamericanos
| Copa                        | Sede      | Resultado     |
| --------------------------- | --------- | ------------- |
| Sudamericano Sub-15 de 2009 | Bolivia   | Cuarto lugar  |
| Sudamericano Sub-17 de 2011 | Ecuador   | Subcampeón    |
| Sudamericano Sub-20 de 2013 | Argentina | Tercer puesto |

### Juegos Panamericanos
| Copa                         | Sede   | Resultado     |
| ---------------------------- | ------ | ------------- |
| Juegos Panamericanos de 2011 | México | Tercer puesto |

### Participaciones en Mundiales
| Mundial                     | Sede    | Resultado  |
| --------------------------- | ------- | ---------- |
| Copa Mundial Sub-17 de 2011 | México  | Subcampeón |
| Copa Mundial Sub-20 de 2013 | Turquía | Subcampeón |

## Clubes
| Club                      | País      | Año             | Partidos | Goles | Asistencias |
| ------------------------- | --------- | --------------- | -------- | ----- | ----------- |
| Peñarol                   | Uruguay   | 2012 - 2013     | 3        | 0     | 0           |
| Benfica                   | Portugal  | 2013 - 2016     | 0        | 0     | 0           |
| Farense (cedido)          | Portugal  | 2013 - 2014     | 10       | 1     | 0           |
| Rampla Juniors (cedido)   | Uruguay   | 2015            | 8        | 0     | 0           |
| São Paulo (RS)            | Brasil    | 2016            | 21       | 1     | 0           |
| Atenas                    | Uruguay   | 2016 - 2020     | 50       | 1     | 3           |
| Juventud (cedido)         | Uruguay   | 2017            | 26       | 3     | 2           |
| Chacarita Juniors         | Argentina | 2020            | 6        | 0     | 0           |
| Racing Club de Montevideo | Uruguay   | 2020 - 2021     | 15       | 0     | 0           |
| CA Rentistas              | Uruguay   | 2021 - 2023     | 50       | 2     | 3           |
| Albion                    | Uruguay   | 2023 - 2024     | 27       | 2     | 3           |
| Real España               | Honduras  | 2024 - Presente | 17       | 1     | 0           |
| Total                     |           |                 | 216      | 10    | 11          |

## Palmarés

### Torneos nacionales
| Título              | Club    | País    | Año     |
| ------------------- | ------- | ------- | ------- |
| Campeonato Uruguayo | Peñarol | Uruguay | 2012-13 |